# Webbdagarna
Webbdagarna är ett stort event om digitala affärer som äger hålls varje år i Stockholm och Göteborg. Eventet i Stockholm startades 2005 av tidskriften Internetworld, två år senare startades Webbdagarna I Göteborg. Bakom Webbdagarna står mediehuset International Data Group. 2015 startade Webbdagarna sin kursverksamhet Webbdagarna Academy.